# Rūta Paškauskienė
Rūta Paškauskienė-Būdienė-Garkauskaitė, née le 29 mars 1977, est une pongiste lituanienne.
Elle est championne d'Europe seniors en 2008, année où elle représente son pays aux Jeux olympiques de Pékin. Elle remporte le titre européen en doubles dames en 2010, associée à la Russe Oksana Fadeeva. Elle a remporté à quatre reprises le titre en double mixte en 2000, 2005, 2007 et 2009. Son meilleur classement mondial est no 36 en 2009.